# Zaischnopsis
Zaischnopsis är ett släkte av steklar. Zaischnopsis ingår i familjen hoppglanssteklar.

## Dottertaxa tillZaischnopsis, i alfabetisk ordning[1]
- Zaischnopsis albispina
- Zaischnopsis albomaculata
- Zaischnopsis biharensis
- Zaischnopsis bouceki
- Zaischnopsis brachystylata
- Zaischnopsis coenotea
- Zaischnopsis cooki
- Zaischnopsis erythrothorax
- Zaischnopsis fascipennis
- Zaischnopsis geniculata
- Zaischnopsis hookeri
- Zaischnopsis intonsiocula
- Zaischnopsis ivondroi
- Zaischnopsis kraussi
- Zaischnopsis longiventris
- Zaischnopsis magniscapa
- Zaischnopsis malgacina
- Zaischnopsis melanoptera
- Zaischnopsis melanostylata
- Zaischnopsis motschulskini
- Zaischnopsis obscurata
- Zaischnopsis octavia
- Zaischnopsis ophthalmica
- Zaischnopsis phalaros
- Zaischnopsis simillima
- Zaischnopsis thoracica
- Zaischnopsis unifasciata
- Zaischnopsis usingeri
- Zaischnopsis viridiceps
- Zaischnopsis xanthocola